# Семен Середній Збаразький
Семен Середній Збаразький (*бл. 1460 —після 1482) — князь українсько-литовського походження гербу Корибут. Відомий також як Семен Манівський.

## Життєпис
Походив з магнатського роду Збаразьких. Третій син князя та брацлавського намісника Василя Збаразького. Про місце та дату народження нічого невідомо. Напевне, разом з батьком та братами Михайлом і Семеном Старшим боровся проти татарських нападів на Брацлавщину.
У 1474 році під час нападу перекопського бея Айдера (Хайдара) брав участь в обороні Збаража. Ймовірно, разом з матір'ю потрапив у полон. Близько 1477 року разом з матір'ю Семена було викуплено з полону. Вперше письмо згадується у 1478 році. У 1481 після смерті стрийка Семена Несвицького внаслідок розподілу з братами отримав частину Збаражу та 16 сіл. Своєю резиденцію обрав містечко Манів. Остання згадка відноситься до 1482 року. 